# 北京定陵机场
北京定陵机场，位于北京市昌平区十三陵镇定陵机场路8号，定陵路口西200米，是一座通航机场，隶属国网通用航空有限公司首都基地。

## 简介
北京首都通用航空有限公司创建于1997年3月，是经中国民用航空总局批准，具有通用航空经营资质的航空企业。该公司独立拥有北京定陵机场。北京定陵机场是北京首都通用航空有限公司所在地。何驰创建了北京地区首家通用航空公司"北京首都通用航空有限公司"，并主持修建了该公司的定陵机场。
2002年3月27日，华北电网迈出中国直升机航检作业第一步。此后，北京首都通用航空公司与北京超高压公司直升机作业公司合作，在北京定陵机场开展直升机检测高压输电线路工作。北京定陵机场由此成为中华人民共和国首座专业电力作业直升机的机场。
2009年11月17日，华北电网有限公司与北京首都通用航空有限公司签署股权转让协议，前者收购后者全部股权，在此基础上成立“国网通用航空有限公司”。12月23日，国网通用航空有限公司挂牌成立。2010年3月11日，民航华北局正式向国网通用航空有限公司签发91部运行许可证。
2011年12月30日，国网通用航空有限公司首都基地改扩建项目专题交流论证会在昌平区人民政府召开。国网通用航空有限公司总经理邹本国，中共昌平区委副书记、区长金树东等人参加会议。双方就定陵机场改扩建项目进行交流。

## 空中交通服务通信设施通信频率
TWR：131.0MHz（132.0MHz）
2014年7月10日，北京市无线电管理局向国网通用航空有限公司颁发《中华人民共和国无线电台执照》（编号：110020140021/V0001），这意味着定陵机场塔台正在使用的TG560和GK415两部对空指挥电台取得使用许可。